# 와이탕이 (노스랜드)
와이탕이(Waitangi, 와이텅이 [waitʌŋi])는 뉴질랜드 북섬 아일랜즈 만에 위치한 노스랜드 지방의 타운이다. 지금은 파이히아 타운의 일부로 여겨질 정도로 가까이 있다. 팡가레이에서 북쪽으로 약 60 km 떨어진 곳에 위치하고 있다. 와이탕이라는 말은 마오리어로 우는 바다라는 뜻이다. 하루루 근처에는 하루루 폭포가 있다.

## 역사

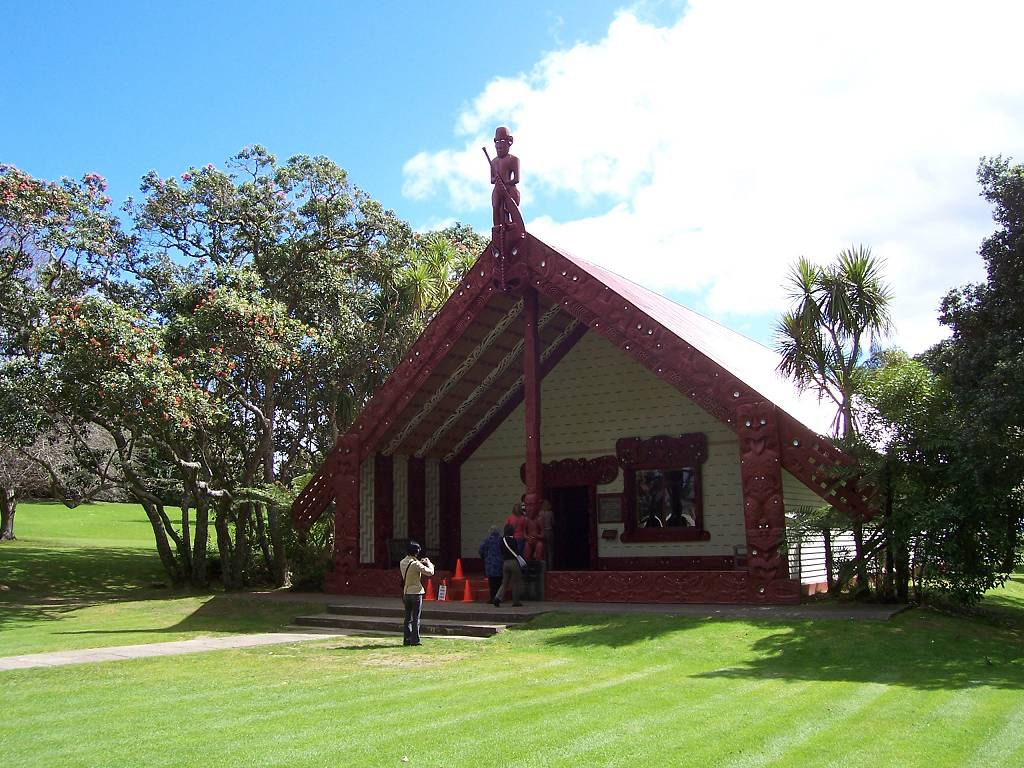
테 화레 루앙가(마오리 회합이 있었던 집

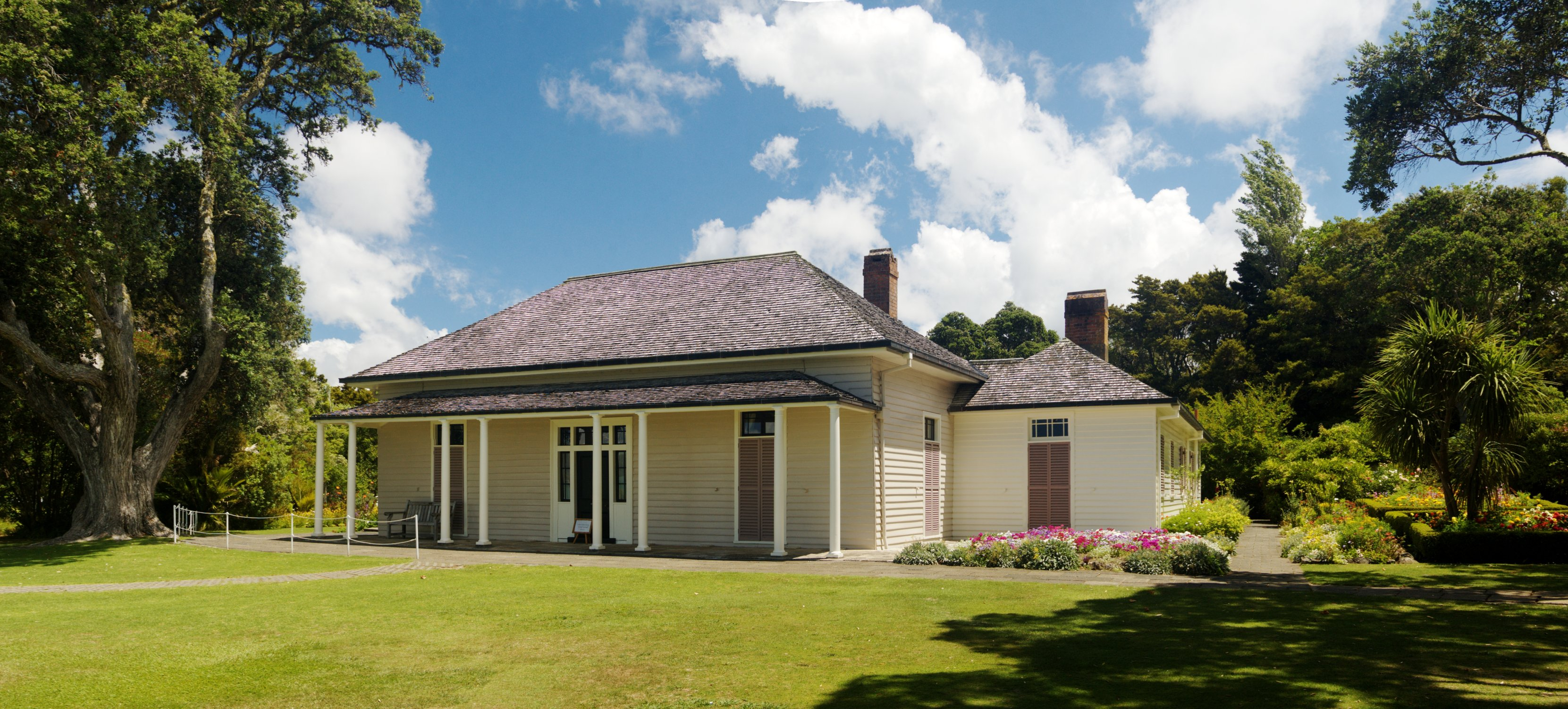
윌리엄 버스비의 집

와이탕이는 1840년 2월 6일 와이탕이 조약이 체결된 장소로 유명한 곳이다. 또한 뉴질랜드 독립선언이 그에 앞서 5년 전인 1835년 10월 28일 이곳에서 서명되기도 했다. 이 와이탕이 조약의 문서는 왕국 왕가에 의해 그 이듬해 1836년에 승인되었다.
와이탕이 조약 조인식은 1840년 2월 5일 제임스 버스비의 집 앞마당에서 열리기로 한 공공 집회가 열렸을 때 시작되었다. 총독 대리였던 윌리엄 홉슨은 합의된 문서를 참석한 유럽인들과 마오리 사람들 앞에서 낭독했으며, 그런 다음 마오리족 추장들에게 연설할 기회를 주었다. 처음에는 많은 추장들(테 카마라, 레와, 모카 카잉가-마타아 외 다른 추장들까지 포함해서)이 뉴질랜드를 통치하겠다는 왕실의 제안을 수용하는 것에 반하는 말을 했다. 그러나 이후 진행되면서 몇몇 추장들이 이러한 생각을 수용하게 되었다. 이러한 왕실을 지지하는 유명한 추장들 중에는 테 화레라히, 푸무카 그리고 두 호키앙가 추장 타마티 와카 네네와 그의 형제인 에루에라 마이히 파투오네가 있었다. 그 의식은 끝이 났고, 2월 7일 다시 재개될 예정이었다. 그러나 많은 추장이 서명을 앞당기라고 압력을 가했다. 그리하여 와이탕이 조약은 1840년 2월 6일 와이탕이에 있는 제임스 부스비(영국 왕실의 대표자)의 마당에 세운 천막 안에서 연합 부족 공동체의 추장들과 다른 마오리족 리더들에 의해 조인되었다. 모든 추장들이 이 문서에 서명을 한 것은 아니었고, 많은 추장들이 서명을 거부하거나 연기시켰다.

## 같이 보기
- 와이탕이 조약
- 윌리엄 홉슨